# 鈴木治
鈴木 治（すずき おさむ、1926年11月15日 - 2001年4月9日）は日本の陶芸家。馬や鳥、雲や太陽などをモチーフにした抽象的フォルムの詩情あふれる作品で高く評価される。戦後の陶芸界をリードした走泥社の創立メンバー。京都市立芸術大学名誉教授。

## 略歴
1926年千家十職の永樂工房で轆轤（ろくろ）職人をしていた鈴木宇源治の三男として京都市五条坂に生まれ、早くから父に轆轤の手ほどきを受ける。1943年京都市立第二工業学校（現・京都市立伏見工業高等学校）窯業科を卒業。
戦後1946年中島清を中心に、京都の若手陶芸家が集まって結成された青年作陶家集団に参加。1948年解散。
同1948年八木一夫、山田光らとともに、陶芸による新しい造形表現を目指す前衛陶芸家集団走泥社を結成。1954年第1回朝日新人展に器の口を閉じた《作品》を出品。器としての用途を持たない、純粋な立体造形である陶芸作品の出現は、当時画期的な出来事であった。同年発表された八木一夫の《ザムザ氏の散歩》にも代表される、実用性を持たない陶芸作品は「オブジェ陶」や「オブジェ焼」と呼ばれた。
しかし、あくまでも土と火による造形を追求し続けた鈴木は、自分の作品が「オブジェ」と呼ばれることを好まず、作品名として「泥像（でいぞう）」、のちに「泥象（でいしょう）」という言葉を用いるようになっていく。1960年代からは赤い化粧土を施した焼締め、1971年からはみずみずしい色合いの青白磁という主に二つの技法を用いるようになる。モチーフは馬や鳥などの動物や、風や雲などの自然現象であり、それらのイメージを鋭い造形感覚によって簡明なフォルムで表現した。
1982年『芸術新潮』5月号の特集・現代陶芸ベストテンで第1位に選ばれる。
1998年走泥社結成50周年を機に解散を決意。前衛陶芸あるいは現代陶芸に大きな提言を果たした。教育者としても大きな功績を残し、大阪芸術大学を始め京都市立芸術大学の陶芸科の教授として長きに渡り後進の指導にもあたった。2001年74歳で死去。

## 主な受賞歴
- 1960年　日本陶磁協会賞
- 1962年　「プラハ国際陶芸展」金賞
- 1970年　「ヴァロリス国際陶芸ビエンナーレ展」金賞
- 1971年　「ファエンツァ国際陶芸展」貿易大臣賞
- 1983年　日本陶芸展賞
- 1984年　1983年度日本陶磁協会金賞
- 1984年　第1回藤原啓記念賞
- 1985年　毎日芸術賞
- 1993年　京都市文化功労者
- 1994年　紫綬褒章受章
- 1994年　第7回京都美術文化賞
- 1998年　第30回日本芸術大賞
- 1999年　第69回朝日賞[4]
- 1999年　第17回京都府文化賞特別功労賞

## 主な個展
- 1985年　「泥象を拓く 鈴木治陶磁展」伊勢丹美術館・東京（大阪、岡山を巡回）
- 1989年　「鈴木治展」京都府立文化会館
- 1999年　「詩情のオブジェ　鈴木治の陶芸」東京国立近代美術館（福島、京都、広島、倉敷を巡回）
- 2006年　「鈴木治作品展 ―抽象陶芸と用の器」資生堂アートハウス・静岡
- 2013年　「泥象 鈴木治の世界 ―「使う陶」から「観る陶」、そして「詠む陶」へ―」京都国立近代美術館（愛知、東京、山口に巡回）
- 2020年　「鈴木治 土のかたち」中信美術館